# 転校生 (映画)
『転校生』（てんこうせい）は、1982年（昭和57年）に公開された日本映画。大林宣彦監督による山中恒の児童文学『おれがあいつであいつがおれで』の最初の映画化作品で、広島・尾道を舞台に身体が入れ替わってしまった男女の中学生を描いた青春映画。主演は尾美としのりと小林聡美。『時をかける少女』、『さびしんぼう』と並ぶ「尾道三部作」の第1作。公開時の併映は『オン・ザ・ロード』。
2009年『キネマ旬報』「オールタイム・ベスト映画遺産200（日本映画編）」〈日本映画史上ベストテン〉106位、『キネマ旬報』2019年1月上旬号「1980年代日本映画ベスト・テン」第7位。2020年、英国映画協会選出、1925～2019年の優れた日本映画95本。　
2007年（平成19年）『転校生-さよなら あなた-』と題し、長野を舞台に蓮佛美沙子主演で大林監督がセルフリメイクした。
ロケを行った土地にちなみ、1982年版を「尾道転校生」、2007年版を「長野転校生」と呼び分ける向きもある。

## ストーリー
明るくクラスの人気者である斉藤一夫。彼のクラスに、ある日転校生がやってくる。その転校生とは、実は幼いころ近所に住んでいた、幼馴染の斉藤一美だった。一夫と一美は、学校の帰り道、ちょっとした弾みで一緒に石段を転げ落ちてしまう。それによって、二人の身体と心は入れ替わってしまっていた。つまり一夫の体に一美の心が、一美の体に一夫の心が入ってしまったのである。
帰宅してからそのことに気付いた二人は、自分たちの身に起こったことに戸惑いながらも、ともかくそれぞれ相手になりきって生活を続けることにした。しかし、当然男の子が女の子の生活に、女の子が男の子の生活に、そう簡単に馴染むことができるはずもなく、二人は勝手がわからない中でそれぞれに苦労しながら、協力し合い、助け合って乗り越えていく。そうするうちにいつしか二人の心には、他のだれにも理解できない絆が生まれてきていた。
そんなある日、一美のかつてのボーイフレンドであり憧れの人である山本弘が、一美を訪ねて、以前一美が住んでいた町からやってくることになった。それを聞いた一美は、一夫に自分の気持ちを話し、弘との間がうまくいくよう協力を頼んだ。最初はしおらしく女の子らしい演技をしていた一夫だったが、次第に地が出てきてしまう。心配で二人のデートについてきた一美は、そのことに我慢できなくなり、ついには泣き出してしまった。そんな二人を見た弘は、二人の間の見えない絆の存在に気付き、二人を励ましながら自分の町に帰って行った。
そしてついに、二人が恐れていたことが起きてしまった。一夫が父の転勤で横浜に引っ越す事になったのだ。それを知った一美は落ち込んでしまう。このまま二人は入れ替わったまま、それぞれの生涯を過ごさなければならないのか。思いつめた二人は、ついに家出をしてしまうが、2人はお互いの体に戸惑い、傷つき、嫌悪感を覚えながらも、やがて異性として相手への理解を深めていく。
いつまでたっても元に戻らぬ二人は、絶望的になっていき、特に一美は自殺を考えるまで追い込まれる。家出先の対岸から町に戻ってきたその日、あの神社の階段の上で、二人はふとしたハズミで再び転げ落ちてしまった……。気がついてみると、二人は元の一夫と一美に戻っていた。「オレ一美が大好きだ」「この世の中で誰よりも一夫君が好き」泣きながら抱き合う二人。それから数日たった一夫の引っ越しの当日。引っ越し荷物を積んだコンテナ・トラックに一夫と両親が乗り、一美が見送りに来ている。動き出したトラックの助手席から、追って来る一美を8ミリで撮る一夫。「サヨナラ、オレ」「サヨナラ、あたし！」

## 製作過程
1980年夏、脚本家・剣持亘が山中恒の原作『おれがあいつであいつがおれで』に感銘を受け、プロデューサー・森岡道夫に連絡を取り、友人でもある映画監督の大林宣彦に企画を持ち込んだのが始まり。剣持は神奈川県小田原市、山中が北海道小樽市出身で、いずれも海辺の町の育ちで、どこをロケ地にするか検討されたが、大林が自身の故郷である尾道ロケを決めた。大林が尾道で作ろうとした動機の一つに「もう5本も撮ったし、下の世代の大森くん（大森一樹）や石井くん（石井聰亙）たちも出てきたことだし、僕としては『あとは任せた。僕はまた尾道に戻って8ミリを作るよ』という心境だった」と話している。脚本の剣持は1973年の『ゴキブリ刑事』以降、本作まで10年間1本も脚本を書けず、転校生が映画にならなければ辞めるつもりでいた。
原作の山中恒に大林が映画化の交渉に訪ねたら、山中から「どうしてこれを映画化するのか?」と不思議がられた。それで「この原作は純文学です。男らしさ、女らしさの再確認をするんです」と伝えたら、山中は「要するにウーマン・リブ反対の映画ね」と答えたため「そうです」と伝えた。山中と戦中、戦後の日本の男社会やウーマンリブ運動など長く話しこんだ。
原作の主人公2人は小学校6年生という設定。このため最初はサンリオの講堂で小学生を集めてオーディションをした。2000人近くの小学生に会ったが、これでは児童映画になってしまうと気付いた。「女の子なら初潮、男の子なら勃起が始まる性を意識した年代の役者が演技しないと映像表現は難しい」という大林の考えから、主人公2人を中学校3年生の設定に引き上げオーディションをやり直した。そこで主役に抜擢されたのが、小林聡美（一美役）と尾美としのり（一夫役）の2人。小林は面接で4本の指を立て「これだけなんですね」と半分泣き出しそうな顔で言った。小林が裸にならなくてはいけない場面が計4回あったのである。裸になる回数など大林は数えておらず、咄嗟には何を言ってるのか分からなかった。脚本では男子としての役だが、演じる少女にとっては大きな問題だった。この内に秘めた恥じらいこそ、新人だった小林が大役を射止めた理由だった。脚本をよく読み込んでこの映画に懸ける情熱が他を引き離していた。一方、「女の子の役は耐え難い」と思っていた尾美は翌日も面接に呼ばれると髪を切って現れた。大林監督が「覚悟をしてきた」ととらえたことが抜擢の決め手だった。尾美はこの主役が嫌で、オーディションで別の役に当てられ、安心して髪を切りに行ったら、マネージャーにもう一回大林監督に会いに行ってくれと言われた。すると大林監督から「髪を切ってきてまでこの役に賭けた尾美くんに、ボクはこの映画を賭けてみたい」と言われた。気づいたら、内股で歩かされたり、ビューラーでまつ毛をカールされたり、恥ずかしくて仕方なく、試写会に学校の友人が来てるのを見てトイレに隠れたという。
主人公2人を中学生に引き上げたが、ストーリーの方は原作を忠実に再現したために、言動が中学校3年生にしては幼すぎたり（転校当日の一美の思春期の少女としてはデリカシーに欠ける発言や一夫に対する態度等）、中学校3年生であれば生理があって当然なのに、病気で進級が遅れた同級生の女子について「俺たちより年上だからもう「あれ」があるだろうな」という無理のある発言があったりするなど、整合性が取れなくなっている部分がある。
この映画が製作された当時、監督をつとめた大林はCMディレクターから映画に進出して5年目、すでに5本の劇場映画を監督してヒット作も多かったものの、映像の遊びが多い作風は評論家受けが芳しくなく、名声が十分に確立されていたとはいえなかった。また、主演の尾美としのり・小林聡美もほとんど無名の俳優であり、さらに、「男と女の身体が入れ替わる」という内容が、当初は出資を決めていたサンリオの当時の社長が「こんな『ハレンチ学園』みたいな映画は、教育文具に携わる我が社がやる映画ではない。我が社の社風に破廉恥なものは合わない」などという社長判断を下し、撮影開始の二週間前に出資が中止されるなど、制作費の調達は極めて厳しい状況だった。前2作で大林がタッグを組んでいた角川春樹にも打診したが、原作本が角川書店ではなく旺文社から出ていたことで断念した。大林は「一時期はクランクアップが危ぶまれるところまで追い込まれた」と述べている。尾美としのりも小林聡美も、1か月以上もリハーサルを続けて、映画の仕上がりも見えていた段階だった。
1981年7月半ば、大林が大森一樹のレイ・ブラッドベリ作品のプロデュースをしようと、打ち合わせで新宿でATG代表の佐々木史朗に会った際、大森が「大林さんの映画が潰れかけています!」と佐々木に救済を頼み、渡された台本を読んだ佐々木から「こういう映画を観たいから、ぼくが何とかする」との回答を得て製作に漕ぎ着けた。ATGからお金が届いたのは撮影終了後で、地元尾道などのバックアップにより、自主映画の形で、1981年8月1日にクランクインした。
ATGは佐々木体制になって製作する映画の傾向が変わった。「大森の"レイ・ブラッドベリ"が『転校生』に移行し、大森の"レイ・ブラッドベリ"は実現しなかったが、後述する理由で多少の借りは返したかも知れない」と大林は述べている（詳細は後述）。佐々木が当時映画製作を始めようとしていた日本テレビに話を持ち込み、1981年9月に入って映画の完成後、日本テレビ作品となった。大林はこの他、「尾道の中田貞雄商工会議所会頭（当時）の個人的な資金援助の協力があった」と話している。1960年代半ばから個人映画作家としてスタートし、以降、CMディレクターに商業映画に、順風満帆の活躍を見せてきた大林の、いわば原点に立ち戻っての映画になった。

## 影響
公開後、地味だが極めて良質の映画という評価がなされ、参加スタッフ・出演俳優の代表作になった。日本テレビの「水曜ロードショー(1985年10月以降は金曜ロードショー)」で全国放送され、1983年5月の25.2%を皮切りに、4年連続でテレビ放映され高視聴率を挙げたので「お返しは出来た」と思うと大林は話している。
その後、大林が尾道を舞台に撮影した『時をかける少女』（1983年）、『さびしんぼう』（1985年）と組み合わせて「尾道三部作」と呼ばれるようになり、広島県尾道市を観光都市として世に知らしめることになった。1980年代の日本映画界を代表する映画のひとつと評され、更に地元との協力関係の中で映画を作るという手法も注目を集め、それはその後全国各地のフィルム・コミッション誕生へとつながっていった。大林は「もし『転校生』が生まれてなかったら、あとの尾道映画が続かなかったかもしれない」と述べている。
さらに日本テレビが本格的に映画製作に進出した第一作でもあり、小品ながら多くの先駆的業績を含んだ映画である。　
大林の商業映画デビュー作『ハウス』を「カタログ映画」と酷評し、1977年に『シナリオ』で激しい論争を繰り広げた論敵・山根貞男は「技巧を凝らした映像による非日常的な世界の映画になっていたら、単に奇想を奇想として描くだけの幻想的作品になっていたろう。奇想を出発点に、中学生の少年少女の心が生々しく躍動的に描出された」と絶賛、浜野優は「撮影トリックを多用したCM調の"臭い"技法に辟易していた私も、この作品を貫く素直な情感に驚きと共に好感を持った」、『ハウス』を「書き割りの容易な使用で物語のリアリティが欠如している」と批判した渡辺武信は「『転校生』を見て、この監督を単なる俊秀として認識するのではなく、ファンになってしまった。それは同世代的なライバル意識のようなものが払拭され、敬意と愛着だけに変った」などとかつて大林を酷評した批判派にもシャッポを脱がせた。
江森盛夫は「斉藤一夫（尾美としのり）と、彼のクラスに転校して来た斉藤一美（小林聡美）の二人の身が突然入れ替わってしまう。"性"を互いにやりとりする事で、初恋にも似た憧れと愛情を知る。さすが『HOUSE ハウス』以降、腕にますます磨きをかけてきた大林監督。SFチックな変身のシチュエーションを駆使しつつ、見事な青春映画を造型したものだ。男女同権ならぬ、ユニセックスの時代として捉えかえしたところが更に映画を大きくしている。舞台を尾道にしたり、一夫が映画少年であったり、おそらく監督自身が少年期に転校生に恋をしたに相違いあるまい。モノクローム8ミリフィルムの画面から始まり、指で作ったフレームから一美を見送るラスト迄、みずみずしい大林映画以外の何ものでもない。今年屈指のプログラムであろう」などと評した。
『ハウス』を観てショックを受け、大林に自主映画時代の作品を漁るように観たという今関あきよしは、以降も大林と交流を持ち、本作を東洋現像所の関係者試写に呼んでもらい、誰より早く観た。涙が止まらず泣きながら試写室を飛び出し「あゝ、もう僕だけの大林映画では無くなるのだな。もう『変な映画』『変わり者映画』とはいわれないだろう。これは誰にでも分かる素晴らしい映画と伝わる」と悲しくなったと話している。
山中恒の原作『おれがあいつであいつがおれで』は旺文社の『小6時代』に1979年4月号から連載された後、1980年に書籍として出版されたが、「子ども向けポルノ」「子どもにおもねいた下品な読み物」などと、映画化の最初の反応と同様かそれ以上に、当時の児童文学の批評家と読書運動家にケチョンケチョンにけなされた。山中はやる気も失せて、障害のある娘の登校見送りと下校の迎えだけをする毎日。しかし、そんな狭い児童文学業界で、小バカにされたような作品を映画化しようと大林が山中に許可を求めて尋ねて来たことでマスメディアも大々的に取り上げ、同書はベストセラーになった。『転校生』が高い評価を得たことで、それまで原作をけなした人たちは息を殺してしまったという。山中は1963年に「サムライの子」が日活で映画化されたが、以降、映画化の話は何度もあったが、全て頓挫しており、『おれがあいつであいつがおれで』も劇場公開されるまで信じていなかった。『転校生』の尾道ロケに招待され、映画製作の現場の熱気に感銘を受け、エンディングで引っ越しする斉藤一夫を見送る近所の人たちの一人として出演している。
原作の文庫版に大林が寄せたあとがきには、映画化にあたって原作者である山中から聞き取りし、知り得た取材内容の一部が紹介されている。山中が原作を書くに至った経緯や、一美のおばあさんを作中で死なせる理由などが明かされており、非常に読み応えのある内容となっている。

### 入れ替わり演出
少年と少女が入れ替わるという設定は「とりかへばや物語」やサトウハチローの「あべこべ玉」、『へんしん!ポンポコ玉』など以前からあるが、本作以降の設定を持つ作品は『転校生』を例えとして語られることが多い
。これ以降、映画は勿論、NHK・民放のテレビドラマやVシネマに至るまで、『転校生』の要素をいいとこ取りしながら何度も繰り返し映像化がなされた
。また劇化されて舞台にもなり、漫画化もされ、韓国でも映画化もされた。「大林は韓国でも有名」とクァク・ジェヨンが話していたという。2007年のTBSドラマ『パパとムスメの7日間』は、"平成版・転校生"ともいわれ、劇中パパとムスメが『転校生』を参考に神社の階段から転げ落ちて入れ替わりを元に戻そうとして失敗、パパ役の舘ひろしが「映画では上手くいったのに」と話すシーンがある。『パパとムスメの7日間』の原作者・五十嵐貴久は、同作が『転校生』から大きな影響を受けたことを話しており、「最も参考にした。『転校生』は入れ替わりモノのバイブル的な映画。ちょっと勝てない」などと話している。2014年のNHKドラマ『さよなら私』は、"熟女版「転校生」""不倫ドラマ版「転校生」"などといわれ、神社の階段から転げ落ちて主人公の二人が入れ替わるというシチュエーションも使われ、本作のラストのセリフがドラマタイトルになっており、他に尾美としのりが出演するなど『転校生』へのオマージュを感じさせる。山中恒の原作『おれがあいつであいつがおれで』では「さよなら、あたし」という台詞は使われておらず、また入れ替わりのシチュエーションも、男の子が脅かしてやろうと女の子に体当たりして入れ替わるという割に簡単なもので、神社の階段から転げ落ちて入れ替わるというシチュエーションや先の台詞は『転校生』がオリジナルである。2021年1月～3月の綾瀬はるか主演TBSドラマ『天国と地獄〜サイコな2人〜』でも、入れ替わりに"階段落ち"が使われたことで『転校生』がまたクローズアップされ、入れ替わり演出の歴史等の考察も行われた。荒井清和は「階段から転がり落ちたら入れ替わるというのは王道、様式美みたいなもの」と論じ、『天国と地獄〜サイコな2人〜』の脚本家・森下佳子は「階段から男女ふたりが転がり落ちて、入れ替わってない方が野暮でしょ」と述べている。多くの人の口から入れ替わり演出といえば、まず『転校生』が挙げられることから、『転校生』が元祖的作品といえ、入れ替わる切っ掛けに"階段落ち"が採用される作品は、『転校生』へのリスペクトといえる。
特筆されるのが男女の入れ替わり演出。主人公の男女が全編ほぼ入れ替わり、それぞれの俳優に入れ替わる側の人格を演じさせた。こうした演出法は『転校生』以前からあったが、『映画芸術』1982年4～6月号（No341）のクリエーターや映画評論家の対談で以下のような記述が見られることから、『転校生』以前の映像作品は認識されていないものと考えられる。『映画芸術』1982年4～6月号で、小川徹、相米慎二、かわなかのぶひろ、池田敏春、飯島哲夫が参加して「映評座談会 日本映画を裁断各個撃破せよ！」と題された辛口の映画評論が行われた。この中で『転校生』の批評のタイトルは「原点に立ちもどり利いたワン・アイデア」で、座談会では、小川徹「初めから驚いた。男と女を取りかえのアイデア。最後までうまくダマせるか、成立するかと、途中で心配したよ。これは男なのか女なのか、途中で分からなくなりました」、飯島哲夫「結局あのワンアイデアで、どこまで引っ張っていけるか」、小川「ワンアイデアっていうか二人だけのシーンで持ってるわけだから、他だったら何かいろいろ事件起こさなきゃいけないところを二人だけのシーンで颯爽と突っ切ってる」、相米慎二「そっち（他を）を切っちゃったことがいいんですよね」、かわなかのぶひろ「もともと男と女が入れかわるなんて話を映画で描いたらチャチになりますよね、これが出来たのは役者の力じゃないですかね。俳優の役作りがよくできているからあの荒唐無稽な話がリリカルな話に仕上がっている」などの批評がなされた。この男女の入れ替わり演出を"ワン・アイデア"と表現されているのは、この座談会に参加した錚々たる映像作家や映画評論家が、この演出法を初めて見た驚きを意味するものと見られる。今日、俳優が入れ替わった人格を演じることに見慣れているため違和感を持つ人もいないが、『転校生』を初めて観た人は「途中でどちらか分からなくなった」「ワンアイデア」といった感想を持ったのである。
"男女入れ替わり"の演出法は当時は前例もないため、本作の制作過程では、ぬいぐるみを着せるか、声だけ吹き替えるかなど、今日では考えもしない驚きの意見が色々出されたという。尾美としのりの父親役で出演した佐藤允は、大林から「男と女が入れ替わる映画です」と言われたため、「それは特撮でやるんですか」と聞いたと話している。大林は前作『ねらわれた学園』に続きSFXを駆使して女装させた尾美に特殊メイクでニセの乳房をつけさせようとした。鏡の前で男の子がパッと胸を出したら、オッパイが付いていたら、さぞ観客はビックリするだろうな、と最初はそれが楽しみで食い付いた原作だった。「でなきゃ、男の子と女の子は入れ替わりません。演じる俳優さんが入れ替わるったって、役柄を取り替えただけ。画面に映ってるのは同じ男の子と女の子であることに変わらない。これじゃ面白いわけがない。映画とは画面に映っちゃう分、不便なものです。受け手の想像力に頼り得ない。これは映画化不可能な原作ではないか」と大林は思っていたという。山中からも「こんなものを映画化しようなんて考える奴はバカ」と言われた。もしこの前に『ねらわれた学園』をやっていなかったら、そのような作り方をしたかもしれないと述べている。同じことを二度とやりたくないという考えがあり、これは違うんじゃないかということが、どんどん見えてきた。「不可能なことを実現すれば、映画の新発見になる」と挑んだ。最終的に性別が入れ替わった男女を俳優の演技力のみで表現しようとした大林の賭けは、当時としてはかなりリスキーな選択といえた。尾美が女装を頑なに抵抗したことと、小林が女優魂を見せて脱ぐのを承諾したことで、この形が"入れ替わり"演出のスタンダードとなったという見方もある。小林と尾美、二人の演技力なくして、語り継がれる映画になることはなかった。当時はまだ男性は男らしく、女性はおしとやか、というのが当たり前の時代だったので、メソメソする尾美をがさつな小林が叱咤する、そんな男女逆転ぶりの面白さが映画にはあった。前述のように大林の商業映画デビューから、大林の映画を散々こき下ろしていた山根貞男からは、のちに直接、「自分でも否定したいのに否定できない映画が『転校生』だった。大林ごときがこんな傑作を作るなんて、と自問自答していたよ」と伝えられたという。『シティロード』は「いうなれば、戦後民主主義の申し子である大林が〈自立せる個〉の尊厳性を超えて、入れ替え可能な相互主体の可能性を問い始めたといえ、『ねらわれた学園』を巡る論争も大林自身の〈危機意識〉の深化によって、身体論の方向で止揚されると見てよいのではないか」などと論じた。本作に似た設定を持つ2017年のFOD『ぼくは麻理のなか』を演出したスミスは、武蔵野美術大学在学中に観た映画の中で『転校生』に一番影響を受けたと話し「映画のストーリーは思春期の男女が入れ替わるという内容ですが、実際にはそんなことは起き得ない。でも物語の中では、思春期特有の『自分ってなんなんだろう』という疑問を描いていて。入れ替わりという起き得ない出来事なのに、誰もが通る感情をしっかり描いてるから共感できる作品になっていて『映像の可能性ってこういうことなんだな』と感じました」と話している。
後述のエピソード節の話と被るが1981年末、1982年始めの映画誌に以下の記事が載り、テレビ局主導の映画製作が普通になった今日では考えられないような記述を含む。「日本テレビ（NTV）が映画会社と提携して本格的に映画製作に進出することになり、(1981年)11月19日に赤坂プリンスホテルでNTVスポーツ教養局局長・後藤達彦、セントラルアーツ・黒澤満社長、多賀英典・キティ・フィルム社長、ATG・佐々木史朗社長らが出席して記者会見が行われた。後藤より、日本テレビはかつて『映画ベルサイユのばら』や『象物語』で製作に参加したことがあるが、今回は、単発ではなく継続して映画を製作するという発表です。日本映画界で、若い力を育てているセントラルアーツ、キティ、ATGの3社と、テレビでは作れないものを作っていきたい。テレビという大資本がヅカヅカ映画界に入り込むのではなく、低予算のものを作り、儲かれば配給収入を少し分けていただこうという考えです。製作費は4000万～1億円ぐらいを出資し、3社の作品を年間各1本製作を予定しています。またメジャー映画会社との提携も行う予定です」等の説明があった。テレビ局の映画製作となれば、当然テレビ放映が前提となり、当時は映画公開からテレビ放映の期間がデリケートな問題だったため、報道陣からこれに関する質問が出たが、「ある程度間隔を置いて」という回答に留まった。既に第1回作品として製作費8000万円で『転校生』を完成させており、その全額に近い資金を日本テレビが負担していると説明があった。プロデューサーでもある大林宣彦の妻・大林恭子は制作費は、ATGと日本テレビに大林がCMで稼いだお金を出している、と話している。引き続き、大林宣彦、尾美としのり、小林聡美が列席し、『転校生』の作品説明が行われ、入れ替わり物が重要なコンテンツとなっている今日では言わないような「『転校生』は少年と少女のからだが入れ替ってしまうという奇想天外な物語で相手の性を自分のものとして理解していこうとする初恋純愛物語である」との説明があった。大林は本作を「自分のための原作だった」と熱い思い入れの独演会を行った。『転校生』に続く第二弾は村上龍原作・相米慎二監督の企画がキティ・フィルムから提出されていたが、日本テレビが難色を示し、代わりに赤川次郎の小説が映画化される予定で、目下、田中陽造がシナリオを執筆中と説明があった。
今上天皇はこの作品を自らの好きな映画作品に挙げ「ですから《転校生》のヴィデオを見始めると、ついつい徹夜して寝不足になって了います」と大林に語ったことがある。
2012年12月、アメリカ・ニューヨーク近代美術館（MoMA）で開催された日本映画特集「アートシアターギルドと日本のアンダーグラウンド映画 1960〜1984年」に大林が招かれ、ATG回顧展のオープニングフィルムに本作が選ばれた。本作を含む大林の実験映画が上映された。

## 出演者
斉藤一夫
演 - 尾美としのり
幼稚園の頃仲良かったということもあり作中では、一美から「一夫ちゃん」と呼ばれている。趣味は8ミリ映画で風景などを自分で撮影して鑑賞すること。日常的に正昭たちと悪ふざけをしたり、いたずらっ子な男子中学生。
斉藤一美
演 - 小林聡美
神戸から転校してきたが、幼少の頃は尾道に住んでいた。7月12日生まれ。クラスのみんなの前で幼稚園時代の一夫がおねしょをしたことなどプライベートなことを話してしまう。成績優秀だが、カナヅチで泳げない。
斉藤明夫（一夫の父）
演 - 佐藤允
職場での仕事ぶりが評価されて一家で横浜に引っ越すことになった。
斉藤直子（一夫の母）
演 - 樹木希林
一夫の様子がおかしくなったと感じた原因は、一美が転校してきてからだと信じ、よく思わなくなった。入れ替わった直後、一美から入れ替わったことを説明されたが、まともに取り合わなかった。昔ながらの妻らしく、夫に敬語を使って話したり夫を立てている。
斉藤孝造（一美の父）
演 - 宍戸錠
斉藤千恵（一美の母）
演 - 入江若葉
娘の中身が入れ替わってるとは知らず、言動が男子みたいになったので作中では「もっと女の子らしくしなさい!!」などとよく注意している。直子とは対照的に都会的な主婦。焼きおにぎりが得意らしく、作中では一美から「遠足とかでよく作ってくれたの」と言われており何度か作っている。
斉藤良行（一美の長兄）
演 - 中川勝彦
斉藤次郎（一美の次兄）
演 - 井上浩一
一美のおばあちゃん
演 - 高橋ます乃
縁側で寝ていた顔にハエが止まっていたのを、たまたま幼稚園の帰りの一美と一緒に家に来た一夫により顔めがけて殺虫剤を吹き付けられた。実際は寝ていたのではなく、既に亡くなっていたが、二人は殺虫剤噴霧で亡くなったと思い込んでいる。
幼年時代の一夫
演 - 円福寺幸二
幼年時代の一美
演 - 奥藤直美
大野光子（中学校担任）
演 - 志穂美悦子
一美と一夫のクラス担任。数学担当。快活で朗らか、さばさばした性格の女性。生徒たちが取っ組み合いのケンカをしていると身を挺して仲裁するなど度胸がある。
金子正昭
演 - 岩本宗規
一夫の友人。明るい性格だがいつも友人とつるんでは、授業中に先生の目を盗んで早弁を食べたり、よく悪ふざけをしている。ただし、中身が入れ替わった後の一夫に対して「なよなよしてオカマみたい、何かおかしい」と疑いを持ちちょっかいを出すようになった。
佐久井健治
演 - 大山大介
福田静男
演 - 斎藤孝弘
川原敬子
演 - 柿崎澄子
一夫によると小さい頃に患った病気のせいで一夫たちより2歳年上らしいと言われている。病気の影響で今でも体育の授業や臨海学校では、1人見学している。一夫とは小学生の頃からの幼なじみで、作中では最近一夫がしょっちゅう哀しい顔をしているので心配になり気遣っている。裕福な家庭らしくニシキゴイや大きな木々などの手入れの行き届いた、かなり広い庭を持っている。姉とその子供のひろし(山本ヒロシとは別人)という子がいる。
山本ヒロシ
演 - 山中康仁
一美の転校前の学校の同じクラスの生徒。一美によると勉強もスポーツも得意でとってもイカす子(カッコいい)。一美はヒロシに好意を持っているが、本人はアケミのことが好きとのこと。一美の誕生日に訪ねてきた。
吉野アケミ
演 - 林優枝
一美の転校前の学校の生徒で一美とも親しい。ヒロシと一緒に一美の誕生日に訪ねてきた。事前に一美から一夫と中身が入れ替わったという内容の手紙を受け取っており、二人に起こった出来事の話を信じた唯一の人物。ヒロシとは仲がいいが恋愛感情は持っていない。
校長
演 - 加藤春哉
チンピラ
演 - 鴨志田和夫
入れ替わった後の一美と一夫が二人だけで話しているところ偶然通りかかり、一美に興味を持って強引に連れ去ろうとした。
幹事
演 - 鶴田忍
ツアー旅行の幹事。家出しようとして一夫と一美が船に乗った所、酒に酔っていたこともありツアー客のメンバーだと勘違いした。
番頭
演 - 人見きよし
渡し船で8mmカメラを持つ少女
演 - 大林千茱萸

## スタッフ
- 製作：佐々木史朗
- プロデューサー：森岡道夫、大林恭子、多賀祥介
- 監督：大林宣彦
- 助監督：内藤忠司
- 脚本：剣持亘
- 原作：山中恒 『おれがあいつであいつがおれで』（旺文社、1980年）
- 撮影監督：阪本善尚
- 8ミリ撮影：大林千茱萸
- 録音：稲村和己
- 音響デザイン：林昌平
- 照明：渡辺昭夫
- 編集：P・S・Cエディティングルーム
- スタント：藤川聡、村上潤
- 記録：黒岩美穂子
- イメージソング：「マイ・ボーイフレンド」※本編では未使用

作詞：堀川マリ、作曲・編曲：梅垣達志、歌：北原佐和子（テイチク）
- 製作：日本テレビ放送網、日本アート・シアター・ギルド
- 協力：ピー・エス・シー
- 配給：松竹

## ロケ地
- 広島県尾道市
  - 御袖天満宮[出典 42]
  - 尾道商店街[86]
  - 山陽本線土堂跨線橋[86]
  - 信行寺下の山陽本線踏切[86]
  - 福善寺[86]
  - 千光寺[86]
  - 千光寺公園文学のこみち[86]
  - 茶房こもん[11]
  - 向島[86]
  - 尾道駅前桟橋[86]
  - 瀬戸田港[86]
  - 海岸通り[11]

- 広島県福山市[86]
  - 福山城[86]

## 作品の評価
- シティロード1982年度年間ベストテン、評論家&読者選出（応募3,590通）W1位[87]。
  - 1位選出評論家 いしかわじゅん「少女と尾道の風景を得た事で半分以上は勝ってたと思う」。その他、杉目小太郎、松田政男、四方田犬彦が年間1位に挙げた[87]。ベストテン選出評論家（順不同）は、内海陽子、宇田川幸洋、大久保賢一、襟川クロ、垣井道弘、桂千穂、河原畑寧、北川れい子、今野雄二、田中千世子、野村正昭、山根貞男、シティロード編集部[87]。

### 受賞歴
- 第6回日本アカデミー賞
  - 新人俳優賞：尾美としのり、小林聡美
- 第7回報知映画賞
  - 新人賞：小林聡美
- 第4回ヨコハマ映画祭
  - 作品賞：転校生
  - 脚本賞：剣持亘
  - 最優秀新人賞：小林聡美

- 平成元年（1989年）「大アンケートによる日本映画ベスト150」（文藝春秋発表）第58位

## エピソード

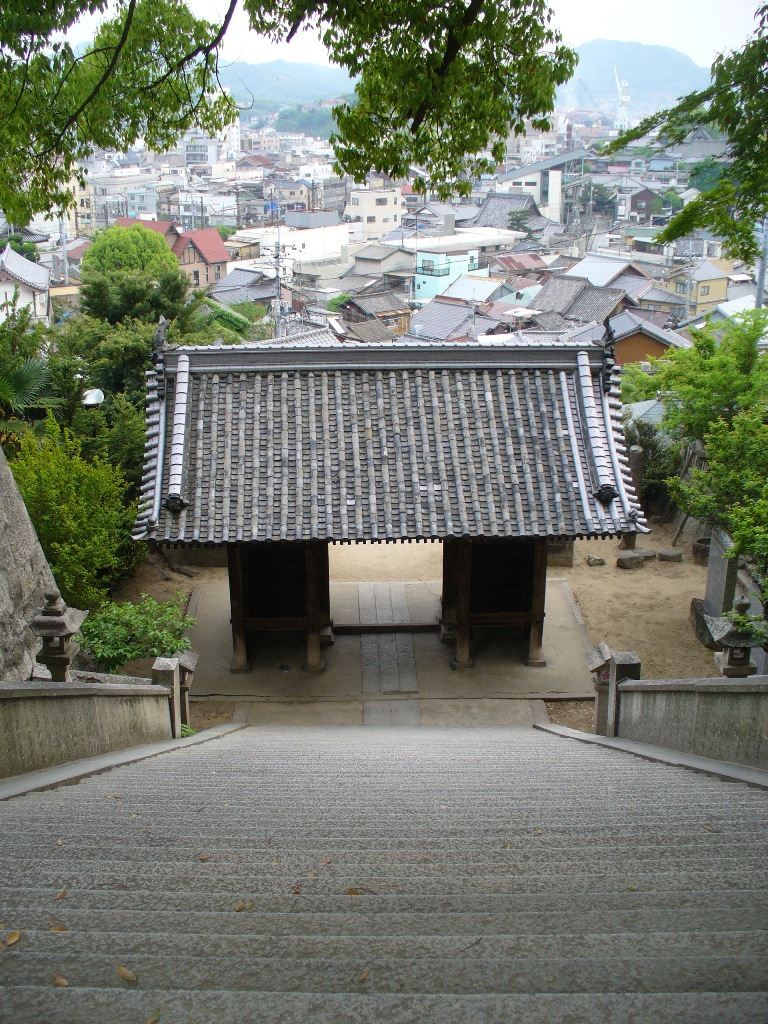
尾道市の御袖天満宮石段

- 大林が『転校生』を尾道で撮ろうと決めた動機として古い尾道の友人から「尾道には新幹線も通らん（新尾道駅の開業は1988年）、アンノン族も来ん、ディスカバー・ジャパンとも無縁じゃ。何とか観光資源が欲しいんじゃ。お前のように古里を離れた人間には分からんじゃろう」と言われたことが切っ掛けとしてあるという[34]。「ぼくなりに出来る事は何か？映画を作ろう。この尾道の素晴らしさを映画に描いて、全国の人に知ってもらおう」「地方ロケは何かと経費が嵩んで大事になるだろうが、よし、ここで一番古里孝行だ」と考え尾道での撮影を決めた。企画準備に入って一年後のことだったという[34]。
- ところが本作品に出てくるのは「観光名所」や「近代的に開発された町並み」などではなく、「近所の民家」やら「ひび割れた瓦屋根」「今にも崩れ落ちそうな土壁」「路地裏」など、尾道のそのままの姿[7]。そのため尾道における完成披露の試写会では終わった時に拍手も起きなかった。日本中が絵葉書のような観光地になっていった時代[24]、「ゴミ箱のような尾道の恥部が映っている。これではとても観光客誘致にはとてもならん。上映中止に出来ないか」「金が有れば直ぐにでも直したい、恥ずかしい場所ばかり映し出されたのでは、アンノン族など見向きもせんわ！」などと、きわめて評判が悪かった[出典 43]。尾道の行政関係者には未だに「大林は尾道の発展を30年遅らせたアホ監督だ」と言う者がいるという[出典 44]。大林によれば『東京物語』の尾道をいまでこそ、尾道の人は自慢するが、公開当時は皺くちゃのじいさんばあさんばかり出して、小津を「アホ監督」呼ばわりしていたと証言している[88]。尾道の大人たちからの評判は散々だったが、しばらくすると町に変化が起こった[19]。映画封切り後、見も知らない若者たちが一人、二人と尾道にやって来て、やがて列をなして町に溢れかえった[出典 45]。いわゆる「聖地巡礼」現象が起きたが、この時代としては希有な現象だった[19]。大林は「その空気感は、実は高度成長期の間に日本中の古里がみんな同じ顔つきになって、古里固有の味をなくしてしまったときに、それが尾道にあった。だから、訪ねて来る人は尾道を訪ねてくるよりも、自分がなくしたある気配、ある温もり、ある梵、ある騒めみたいなものを味わいたくて来たんでしょう。ですから、団体で来る観光客じゃなくて、本当に1人、2人と集まって来たのです」と解説している[19]。大林は2016年現在、どこに行っても「尾道に行きました」と声を掛けられるという[25]。
- 「おぉ、尾道の景色か。」と佐藤允の台詞で始まるオープニングシーンで映される8ミリフィルムは、大林が当時17歳の娘・千茱萸にフィルムを10本渡して「尾道の風景を撮って来て」と尾道に撮影に行かせたもの[出典 46]。大林映画初出演となった佐藤は「大林さんがチャールズ・ブロンソンのファンだから、顔の似ている僕に声をかけたんじゃないかと思う」と話している[77]。
- 前述のように出資を決めていたサンリオが「破廉恥すぎる」と突然降りてしまったたが、もう自分たちで作るしかないと覚悟を決めた[22]。新幹線の乗る金はないので、スタッフは全員バスで尾道まで移動した[22]。尾道の細く縦横無尽に延びる猫道を、少数精鋭のスタッフ&小林聡美や尾美としのりら、キャスト、地元尾道の支援者も一丸となって機材を毎日現場まで手で運んだ[28]。映画音楽を作曲する予算がないので大林の尾道の実家にあった『クラシック名曲集』LP一枚で済ませた[90]。クラシックは著作権フリーで、当時日本映画の映画音楽にクラシックはほとんど使われていなかった[90]。「タイスの瞑想曲」や「トロイメライ」など、誰もが馴染み深いクラシック名曲の数々が嫋嫋と流れ効果を挙げている。学生服は大林の中・高校時代のもの[90]。エキストラを雇えないので映っているのは芸達者なスタッフたち。大林千茱萸は、つまり完全に「プロの映画屋による自主映画」と述べている。「撮影部さんが照明部の機材を持ったり、俳優部も小道具を持ったり、本当にみんなが助け合うような現場だった。映画の部署って基本的には縦割りなところがあるけど、あの現場はそうじゃなかった。スタッフキャストみんなが何か、新しい映画の幕開けに参加しているような気持だった」[33]、「金銭面での苦労はあったが心に不自由なことは何ひとつなかった。むしろ自由で幸福な映画作りは永遠にフィルムに焼き付いていると信じられるし、その幸福感が観る者の心にも触れるのだろうと思う」と話している[出典 47]。なお、エンドロールで「天国と地獄」序曲の作曲者名をオッフェンバックあるいはオッフェンバッハとすべきところをオッフェン・バッハと誤記している。
- ATG代表の佐々木史朗がお金を集めてくれたが、お金が届いたのは撮影終了後の9月頭で、まるまる一か月、全くの無一文で尾道で撮影した[出典 48]。それができたのは尾道の人たちの協力があったからで、大林の父親に対する信用があったからという[19]。本作は尾道でのオールロケーションであるが、お金がないため大きなセットは組めずに例えば、主人公の斉藤一夫、斉藤一美宅として撮影された家は、実際の民家を借りて、部屋のシーンもその民家の中で撮影した[39]。部屋の作り込みでは、地元の建築事務所社長が協力し、大林のイメージに沿った洋服ダンスや机を調達し模様替えなども行った[出典 49]。小道具はほとんどが一般家庭からの借り物[50]。スタッフや俳優が宿泊するためのホテル代の支払いは一か月待ってもらった[92]。斉藤一夫、斉藤一美宅として撮影された家は、2014年現在も現存しているが、斉藤一美邸は空き家になっている。斉藤一夫邸は『転校生-さよなら あなた』でも吉野アケミの実家のうどん店という設定で撮影に使われた[39]。斉藤一夫邸は「鵤（いかるが）邸」といい、築117年。尾道駅前から浄土寺に至る海岸通りで唯一残る木造民家となっている[93]。また食事は大林の実家で炊き出しをしたりした[94]。
- 撮影当時、大林は故郷・尾道でも有名でなく、医者のお父さんのほうが有名で「大林さん家のわけのわかんない息子がわけのわかんない仲間連れて、わけのわかんないことやってる」と見られて、「でもお父様のほうに世話になってるから、みんな目を瞑るか」という状態であったという[95]。しかし『時をかける少女』を撮影したころは、「さすが大林先生の御長男だ」という口調に変わったという[96]。
- 当時の日本映画は長年に渡るどん底で、今後産業として成り立たないだろうとまで言われていた[97]。アメリカ映画が活況を博し世間一般の風潮はそちらに向いていた[97]。尾道で『転校生』を撮影していたら「テレビ放映はいつですか？」とよく聞かれた。「テレビじゃなく、映画です」と応えると「わあ、映画はもう何年も見ていないなあ」と言われることが多かったという[34]。
- ATG代表の佐々木史朗の奔走で何とか制作費を工面できたが、サンリオの出資を前提に走り始めていたこともあり、当時のATG映画『遠雷』や『家族ゲーム』の制作費4000万円の2倍近い8000万円の予算に膨らんでいた[25]。ATGとしても出せるのは最大4000万円が限度で、残りの4000万円は他で工面しなければならない。当時、日本テレビの岡田晋吉がインディペンデントの映画プロデューサーを集めた企画会議を定期的に開催していて、佐々木もそのメンバーだっため、岡田に『転校生』の台本を持って行き「これを一緒にやりましょう。ついては日本テレビで4000万円出してください」と掛け合った。今でこそテレビ局が出資する映画が溢れているが当時は皆無[25]。テレビ局及び、映画製作への異業種参入は1969年のフジテレビ『御用金』からといわれるが、フジテレビもその後、1983年に『南極物語』を製作するまで映画製作を中断していた[98]。岡田から「この作品のどこが一番いいと思う？」と聞かれたので「タイトルですよ」と答え、「新学期が始まって転校生が来ると分かると『どんなヤツかな？』ってドキドキしたじゃないですか、そういうドキドキ感がタイトルから感じられます」などと説得、「よし、やりましょう。すぐに社内手続きに入ります」と決断をもらった[25]。日本テレビは1979年の「ベルサイユのばら」の『実写版映画』から映画に製作協力をしていたが[99]、本作『転校生』から本格的に映画会社と共同での映画製作に乗り出した[99]。この背景には「水曜ロードショー」他の映画放映番組での、作品の払底という事情があった[99]。
- 男女が入れ替わる有名な階段落ちシーンは、御袖天満宮の階段にベニヤ板を置いて尾美としのりと小林聡美が実際に転がった[100]。ベニヤ板隠しの石段のへりの作り物越しに撮影移動車を加速させて撮影した。ハネ落ちていく空き缶は大林が釣り竿を使って操演した。見物人はごく僅かで整理の必要もなかった[100]。このもつれ合って転げ落ちる際に、尾美の膝が小林のふくらはぎを直撃して小林が大怪我をした。小林はその瞬間、「降ろされる」と思ったほどで、撮影続行は不可能、映画は3日で東京に逆戻りという状態であったが、小林は痛みをこらえ撮影を続けたが[24]、撮影の合間に近くの接骨院に通う際も尾美が寄り添い、いたわり合う二人の心理が演技に投影し、図らずも2人の間に連帯感にも似た感情が芽生えていたという[出典 50]。
- "尾道三部作"を含む大林監督の尾道映画であるが、撮影地、記念碑といった類いの看板はほとんど見当たらない。行政側が再三、映画のセットを残して観光資源にして欲しい、ロケ地の案内板設置も了承して欲しいと切望したが、大林は決して首を縦に振らなかった[出典 51]。「記念碑は映画を観てくれた人の、心の思いとして残ればよい。その人が思い出の地を訪ねた時、何時か観たスクリーンの中と同じ風景がそこに守られていれば、それで充分。記念碑など、その思い出の風景を壊すだけだし、次の他の人の映画撮影の邪魔にもなる。記念碑は、万人の古里を私物化するだけだ。ぼくはそれを千光寺山の花崗岩の"傷"から学んだのだ」[34]「尾道市から資金援助を受けた事もない」[40]「町を壊すようなことの総てを止めて貰おうとする行政との戦い」[102]などと述べている[19]。2006年に『男たちの大和/YAMATO』で撮影に使われた戦艦大和の原寸大ロケセットを尾道市が有料で公開した際には「ロケセットで商売するな」と強く批判し、これ以降、尾道市とも関係は良好でないといわれる[出典 52]。しかしながら大林は「小津安二郎の『東京物語』と志賀直哉、新藤兼人さんに『転校生』、そして『男たちの大和』は、やっぱり一つの尾道映画史だよねぇ」と溜息混じりに語っている[96]。2007年の『転校生-さよなら あなた』では、大林の強い思いで1日だけ尾道ロケが行われた[93]。僅か4カットのみ尾道が登場する。
- 斉藤一美の兄を演じる中川勝彦は、中川翔子の父である。
- 角川春樹は「私が感動した数少ない青春映画」と評し、大林の次作『時をかける少女』に繋がる[37]。
- 山本晋也は大林が個人映画を撮っていた頃からの知人で[出典 53]、『転校生』が最初、訳の分からぬ映画と批判される中、テレビでいち早く「これは日本映画の傑作」と称賛し、特に尾道の人たちの見方を変えさせた[104]。山本は『あの、夏の日』など、大林の5作品に俳優として出演している。
- 山本モナは「私の暮らしていた家が映っています」と話している[105]。
- ラストシーンが撮影された海岸通りは小津安二郎監督の『東京物語』でも登場する他、志穂美悦子扮する中学校教師は『東京物語』で香川京子扮した小学校教師のスタイルと同じと、『東京物語』のいくつかと呼応している[106]。
- 前述したように本作の企画が潰れかかった際、窮地を救ったのは大森一樹だった。この時の大森の「レイ・ブラッドベリ」が『転校生』に移行し、大森の「レイ・ブラッドベリ」は実現しなかった。後年、『さびしんぼう』撮影時に大森が尾道へ遊びに来て、チラッと出演もしているが、東宝のプロデューサー・富山省吾もやはり尾道へ来て、大林に『ゴジラ』の監督を依頼してきた。大林は「ゴジラはやっぱり本多猪四郎監督がもう一度、じゃないですかねぇ」などと話しているうちに大森が「あ、じゃぼくやります!」と言って大森のゴジラの監督が決まったという[39]。
- 完成した映画を観てATG代表の佐々木史朗は、台本から受けたイメージの差に驚いたと話している。特に小林聡美が陸橋を自転車で一気に駆け上がるシーンは、台本には「慌てて走っていく」としか書かれておらず、1カットでの撮影に「そう撮るのか！」とビックリしたという。『転校生』はロードショー後も2番館や名画座で繰り返し上映され、日本テレビ系のバップから発売されたビデオも大ヒットし大きな利益が出た。佐々木は「『転校生』はミニシアター系の映画でもメインストリームの一角を占めることができる、ものによってはそれが可能なんだと初めて思わせてくれた作品でした。大林さんにとっても、尾道を舞台にした個人的な映画を愛してくれる人がいるという自信を持てて、その後の方向性を見つけることができた重要な作品といえるのではないでしょうか」と述べている[25]。
- ウッチャンナンチャンの南原清隆は「大林監督の作品は、漠然とした言い方ですけど、僕ら世代の映画が出てきたな、という新鮮な感動がありました。『転校生』のラストシーンは未だに瞼に焼き付いて離れません。上京して映画学校に入り、内村（内村光良）と仲良くなったのも大林さんの映画がきっかけですし、『ウンナンの気分は上々。』（TBS系列、1996年～2003年）の番組第一回で、『二人で旅をして欲しいんだけど、どこへ行きたい?』と聞かれて、内村も僕も『尾道』と即答したんです。僕の根っこの部分に深い影響を及ぼしていると思う」などと話している[107]。『ウッチャンナンチャンのやるならやらねば!』で本作のパロディコントをした。

## 映像ソフト
全て販売はバップ。一部、販売される媒体ごとで劇中に流れる音楽が差し替わっている。
VHS
- 転校生〈ノーカット劇場版〉（60107-178）
- 転校生〈日本映画秀作シリーズ〉（1990年9月5日、VPVT-62339）
- 転校生 スペシャルエディション（1997年11月1日、VPVT-64233）

LD
- 転校生〈ノーカット劇場版〉（70012-78）
- 転校生〈日本映画秀作シリーズ〉（1990年9月5日、VPLT-70127）
- 転校生 スペシャルエディション（1998年2月1日、VPLT-70666）

DVD
- 転校生 DVD SPECIAL EDITION〈大林宣彦DVDコレクション〉（2001年4月21日、VPBT-11227）

## テレビ放映
- 1983年5月4日に日本テレビ系「水曜ロードショー」で初放送された際には大林自らがTV版向けに編集なされ、冒頭のMOVIEがTELEVISIONに差し替わったり、一部の劇中に流れる音楽が差し替わるなどした。

- 2010年台中頃には、日本映画専門チャンネルでも放送された。

## 転校生-さよなら あなた-
1982年公開の『転校生』のリメイク版。監督は同じく大林宣彦。舞台は長野県長野市に変更されている。蓮佛美沙子の初主演作品となる。
1982年版が原作のほぼ忠実な映画化だったことに対して、本作は、特に後半部分が原作からは離れほぼオリジナルな展開となっている。その内容は一美の身体が突然、原因不明の不治の病にかかり、医者から余命2、3か月を宣告されるというものである。

### キャスト
- 斉藤一美 - 蓮佛美沙子
- 斉藤一夫 - 森田直幸
- 斉藤直子（一夫の母） - 清水美砂
- 山本弘 - 厚木拓郎
- 吉野アケミ - 寺島咲
- 大野光子（担任） - 石田ひかり
- 斉藤孝造（一美の父） - 田口トモロヲ
- 今田正平（変な大学生/今田正助の息子） - 斉藤健一（ヒロシ）
- 斉藤孝一（一美の兄） - 窪塚俊介
- 斉藤一子/幼い一美 - 原舞歌
- 金子正枝 - 関戸優希
- 佐久井由香 - 高木古都
- 幼い一夫 - 金岡翼
- 警官 - 内藤忠司
- 川原敬子 - 根岸季衣
- 水谷吾郎 - 中原丈雄
- 星川宏次 - 細山田隆人
- ピアノ運ぶ女 - 高橋かおり
- ピアノ運ぶ女 - 勝野雅奈恵
- 一陽館主人 - 小形雄二
- 旅芸人座員 - 林優枝
- 旅芸人座員 - 吉行由実
- 旅芸人座員 - 小林かおり
- 吉田義之丞（旅芸人一座座長） - 宍戸錠
- 吉田滝之助（旅芸人女形） - 山田辰夫
- 斉藤フキ（一美の祖母） - 入江若葉
- 山本文斉（弘の祖父） - 小林桂樹（写真出演）
- 斉藤孝之助（一美の祖父） - 犬塚弘
- 斉藤千恵（一美の母） - 古手川祐子
- 今田正助（市民病院院長・元教育長） - 長門裕之

### スタッフ
- 原作：山中恒『おれがあいつであいつがおれで』（角川文庫刊）
- 監督・潤色・編集：大林宣彦
- 脚本：剣持亘、内藤忠司、石森史郎、南柱根、大林宣彦
- 脚本ベーシックプラン：大林千茱萸、山内健嗣
- 音楽：山下康介、學草太郎
- 主題歌：寺尾紗穂「さよならの歌」（MIDI）
- 撮影監督：加藤雄大
- 美術：竹内公一
- 照明：西表灯光
- 録音：内田誠
- 音響効果：佐々木英世
- MA：映広
- 現像：IMAGICA
- 撮影協力：長野県、長野市、上田市、ながの観光コンベンションビューロー、ながのフィルムコミッション、長野県長野西高等学校　ほか
- 協力：21世紀長野映画の会、映画「転校生」尾道ロケーション支援会
- プロデューサー：鍋島壽夫
- プロデューサー・ラインプロデューサー・メイキングビデオ：大林恭子

### 製作
2005年の冬、大林は二つの映画企画が頓挫していた。それで何をやろう」と思った時に鍋島寿夫プロデューサーが、「じゃあ『転校生』をもう1回やったらどう?」と言った。そうしたら横にいた大林恭子が「尾道以外ならね」と言った。当時大林は尾道との関係がこじれていた。その頃、長野県から来客があり「50年後の長野の子供たちに観せたい映画を作ってください」という依頼を受けた。長野の地元市民有志の会「21世紀長野映画の会」が設立され、長野の人々が映画の製作に熱心で、地域を大事にする気持ちが強いことに動かされ、大林は自身の代表作のリメイクを長野で作ること決めた。
タイトルの『さよなら あなた』は前作のラストが「さよなら わたし」で終わるから続きが『さよなら あなた』にしようと大林夫妻で決めた。また長野で作ること決まった理由には、先のこと以外に大林恭子が友人と長野に旅行に行ったとき、お寺の堀に落ちそうになったことがあり、「入れ替わり」に使えると閃いたことがあったからという。

### DVD
- 転校生 さよなら あなた 特別版（2008年1月25日、角川エンタテインメント DABA-0495）
  - 本編の他、映像特典を収録。初回限定で写真集が封入され、豪華外箱で包装される。